# Éliane Monceau
Éliane Monceau, née Éliane Marcelle Marie-Antoinette Gonnand à Montceau-les-Mines le 26 janvier 1926, morte à Saint-Julien-en-Genevois le 12 février 1985, est une actrice française.

## Filmographie
- 1951 : Identité judiciaire d'Hervé Bromberger
- 1952 : Nous sommes tous des assassins d'André Cayatte
- 1953 : Autant en emporte le gang de Michel Gast et Jacques Moisy